# 辻文雄
辻 文雄（つじ ふみお、1893年（明治26年）7月23日 - 1976年（昭和51年）10月27日）は、大正から昭和期の洋画家、政治家。衆議院議員。

## 経歴
長崎県出身。関西学院を中退。油絵を学び、太平洋展、白日展、春陽会などで入選し、国画会に所属した。のち東工業図案部主任となった。その他、佐世保市福祉委員、同市旧軍港市転換法促進特別委員会本部参与、佐世保観光協会参与、佐世保駐留軍労働組合顧問などを務めた。
1947年（昭和22年）4月、第23回衆議院議員総選挙で長崎県第2区から日本社会党公認で出馬したが落選。1948年（昭和23年）1月、第1回参議院議員通常選挙・長崎県地方区補欠選挙に立候補したが落選。1949年（昭和24年）1月、第24回総選挙でも落選。1952年（昭和27年）10月の第25回総選挙で右派社会党公認で出馬して初当選し、次の第26回総選挙でも再選され、衆議院議員に連続2期在任した。社会党佐世保支部長、同党長崎県連会長、同九州協議会副会長、同水産政策委員長などを務めた。以後、第27回、第28回総選挙に連続して立候補したが、いずれも落選した。
その後、民社党長崎県連顧問を務めた。